# Старая ратуша (Вроцлав)
Старая ратуша Вроцлава — ратуша на Рыночной площади Вроцлава. Построена в XIII—XVI веках в готическом стиле, является одной из главных достопримечательностей города. Ратуша является музейным объектом, в ней проводятся различные мероприятия.

## История
Старая ратуша Вроцлава строилась около 250 лет, с конца XIII по середину XVI века. В течение этого длительного периода планировка здания неоднократно менялась в соответствии с меняющимися потребностями города. Точная дата начала строительства ратуши неизвестна. Однако в период между 1299 и 1301 годами была построена консистория — одноэтажное здание с подвалами и башней. К этому же периоду, возможно, относятся старейшие части нынешнего здания — Зал бюргеров и нижние этажи башни. В ранний период истории ратуши основной целью строительства была торговля, а не административная деятельность.
Между 1328 и 1333 годами был надстроен верхний этаж, включающий в себя кабинеты Совета и Олдермена (городского старшины). Расширение здания продолжалось в течение XIV века. Пристраивались дополнительные кабинеты, например зал суда. Здание стало местом сосредоточения коммерческой и административной жизни Вроцлава.
XV—XVI века были эпохой процветания Вроцлава, что отразилось на строительстве ратуши, которое шло ускоренными темпами. В 1470—1510 годах к зданию было пристроено несколько новых комнат.

## Галерея

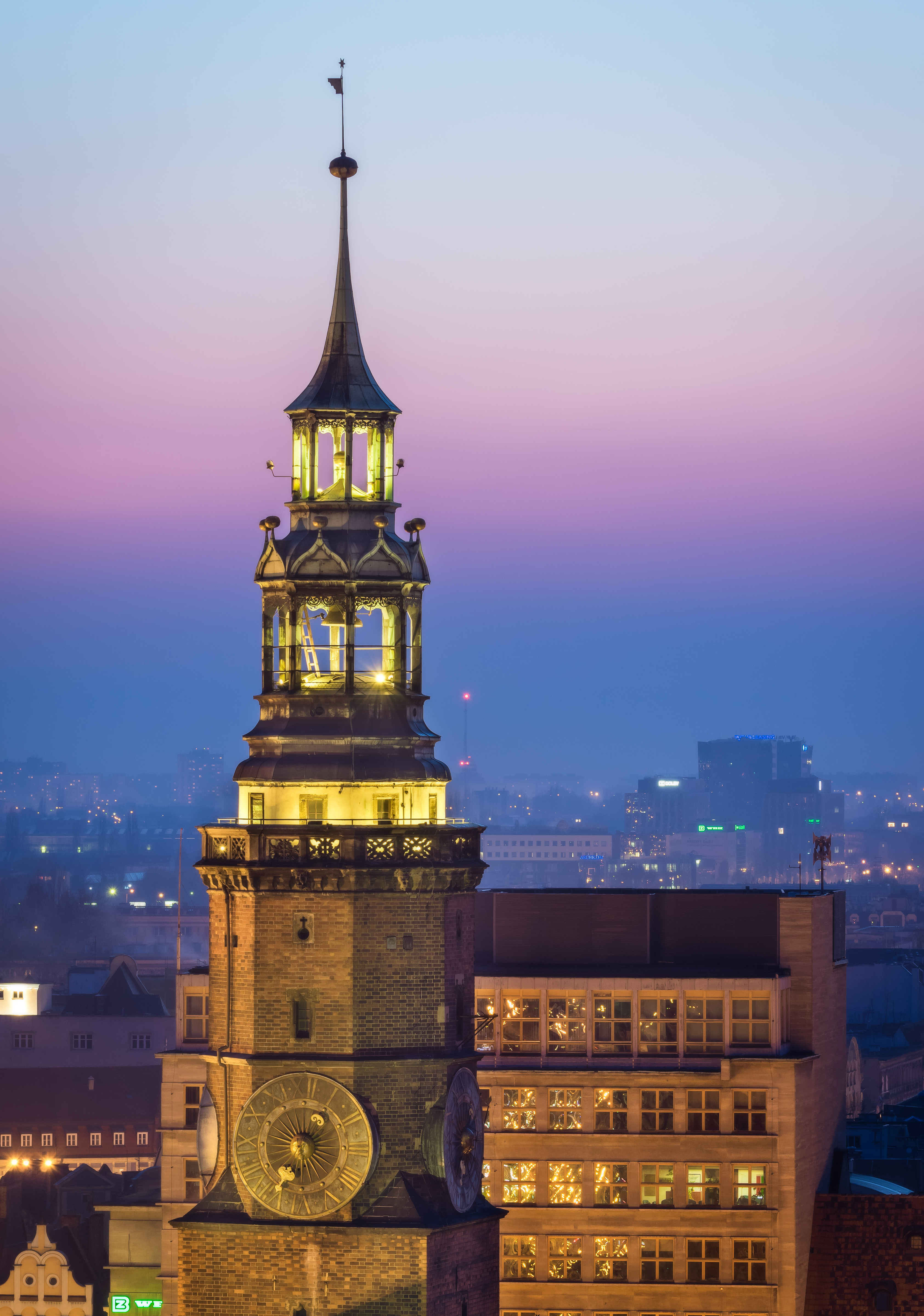
Башня ратуши
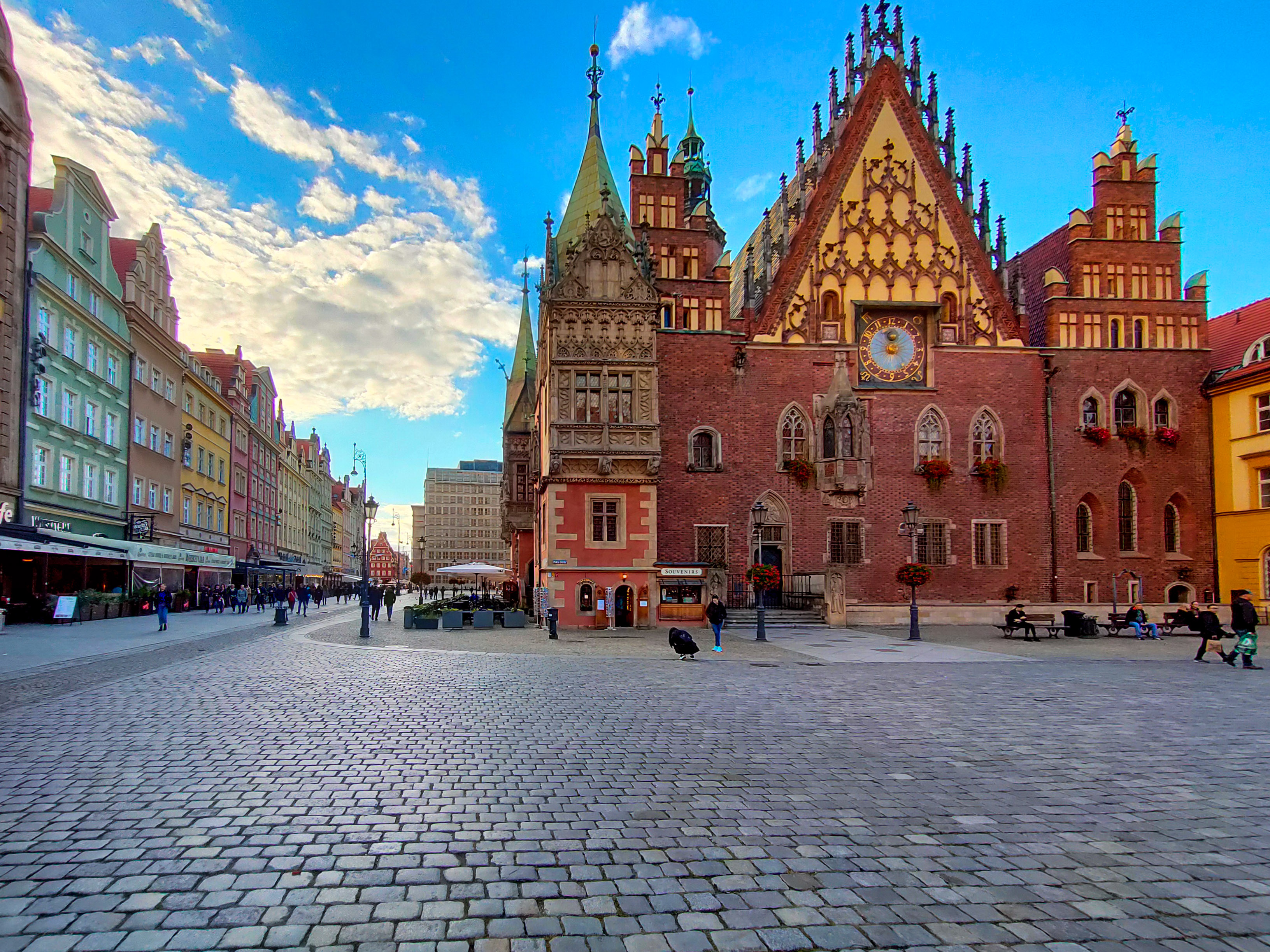
Вид на ратушу с площади
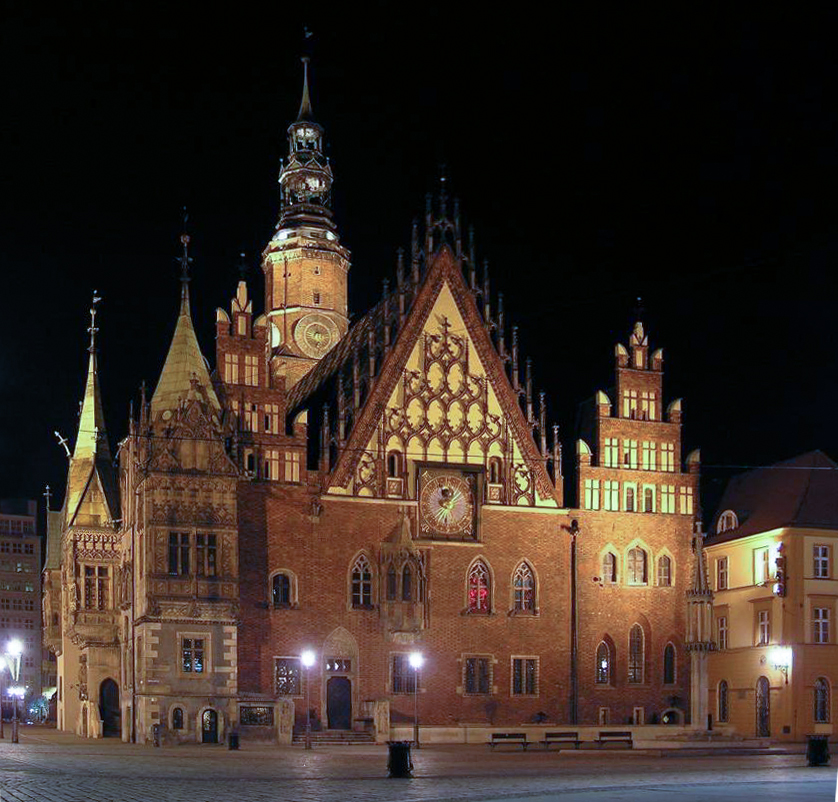
Старая ратуша в тёмное время суток
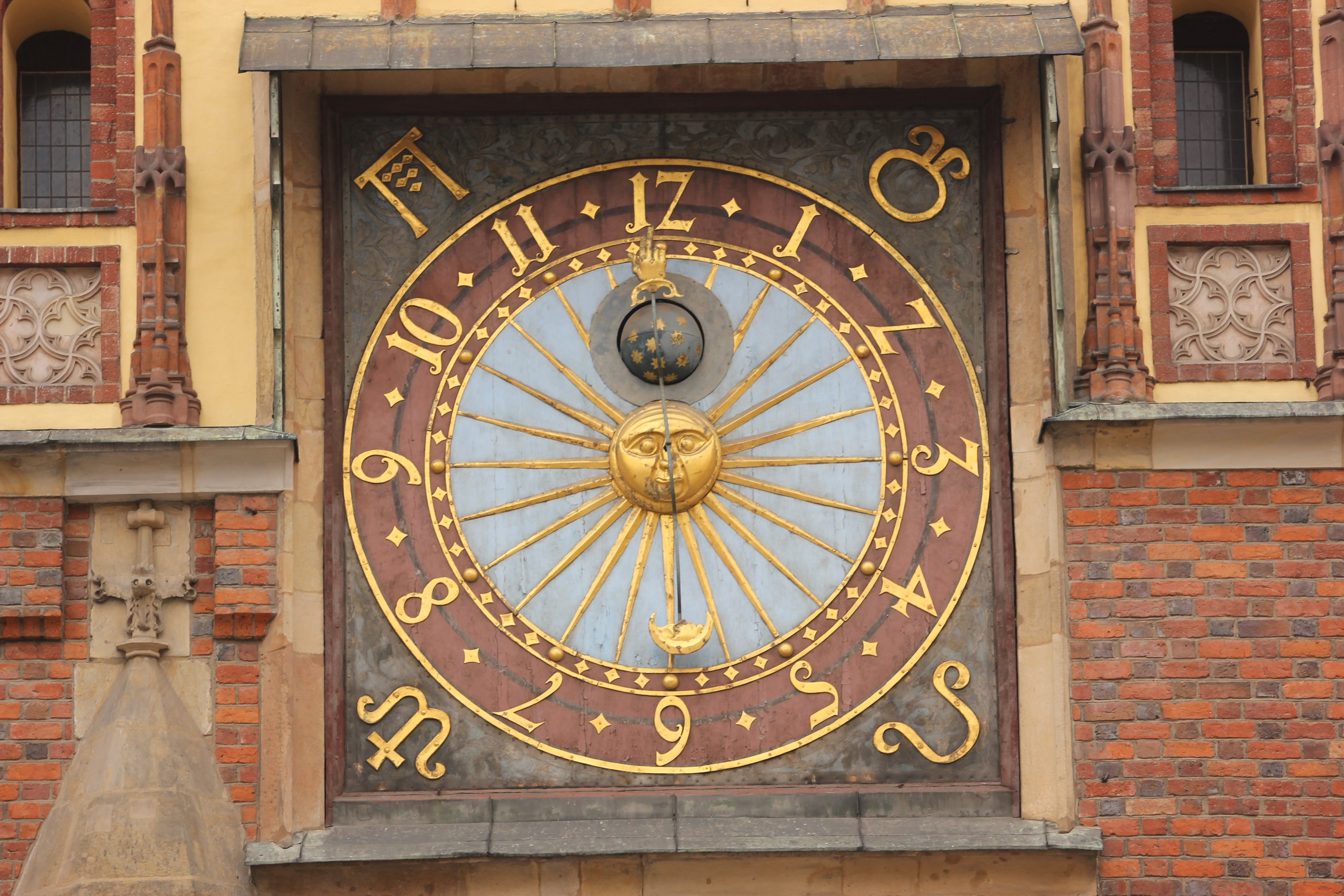
Часы ратуши